# Jaguar Mark V
Jaguar Mark V (рус. Ягуар Марк Пять) — автомобиль бизнес-класса, выпускавшийся британской компанией Jaguar с 1949 по 1951 год с кузовами седан (saloon) и кабриолет (drophead coupé).
Седан был представлен публике на первом послевоенном автосалоне в Лондоне в октябре 1948 года. Модель базировалась на новом шасси с независимой передней подвеской и гидравлическим тормозами, оба эти нововведения впервые применялись на автомобилях Jaguar. Но в отличие от представленного здесь же XK120, Mark V использовал старые двигатели рабочим объёмом 2½ и 3½ литра. Кузов, хотя и был полностью новым, также сохранил формы и стилистику довоенных седанов. Такое сочетание улучшенных ходовых свойств с классическим внешним видом понравилось публике, как в Британии, так и за рубежом, за три года было произведено около 9500 седанов Mark V.
Кабриолет был показан одновременно с седаном, базировался на том же шасси, использовал те же двигатели и, также, как и седан, выпускался как с правым, так и с левым расположением руля. Из-за бо́льших сложностей с подготовкой производства, кабриолет поступил в продажу только в сентябре 1949 года. Внешне он был похож на седан, внутри был почти таким же просторным, но с немного ограниченным пространством сзади, часть которого использовалась для хранения сложенного верха. Jaguar давно предлагал открытые версии своих автомобилей и Mark V явно напоминал предыдущие модели, что сделало его достаточно привлекательным для определённого круга покупателей. Всего было изготовлено около 1000 кабриолетов.
Новому автомобилю необходимо было новое название и, когда из последовательно сделанных прототипов пятый (Mark V) пошёл в производство, это имя за ним и оставили.

## Кузов и оборудование
Основой автомобиля была рама, спроектированная с учетом последних научных достижений того времени. Лонжероны, на которые приходились основные нагрузки, были прямыми в продольных плоскостях, что исключало любое их отклонение при кручении рамы. Они имели замкнутое переменное сечение, максимальное по центру автомобиля, сужающееся спереди и сзади. Дополнительная жёсткость обеспечивалась перекрещивающимися поперечинами из швеллеров по центру. Спереди рама была усилена мощной поперечиной замкнутого сечения, задняя же её часть была приподнята, что обеспечивало повышенный ход подвески. Все основные части рамы соединялись меду собой с помощью электросварки, а наружная поверхность её была покрыта специальным антикоррозионным составом.
Полностью металлический кузов седана изготавливался по проверенной годами на Jaguar технологии. Он сваривался вручную из небольших кусочков, изготовленных на недорогой оснастке. Снаружи автомобиль выделялся такими «модными» элементами, как встроенными в передние крылья фарами и ручками дверей с кнопками. В то же время, крышка багажника по-старомодному откидывалась вниз, а капот из двух половинок открывался сбоку. Характерными чертами автомобиля также были полностью закрытые задние колёса и полуовальные окошки в задних стойках.
Внутри Mark V также был традиционным: отделка передней панели деревянным шпоном, сиденья из натуральной кожи, приборы, как и ранее, размещённые по центру. Автомобиль стандартно оборудовался отопителем и кондиционером. Это была последняя модель Jaguar у которой в крышку багажника был встроен набор инструментов.
Хотя общий стиль кабриолета повторял линии седана, по конструкции эти два типа кузова были разными. Кузов автомобиля со складывающейся крышей был построен на традиционном деревянном каркасе. Так как у этого автомобиля было всего две двери, доступ к заднему сидению был затруднен, а после посадки пассажиры обнаруживали, что их обзор несколько ограничен, поскольку у них не было боковых окон, а заднее окно представляло собой лишь узкую щель.
Если тент сложить полностью, получался классический кабриолет, при полностью поднятом верхе автомобиль превращался в закрытое купе. Тент можно было закрепить в промежуточном положении, тогда он закрывал только сидящих сзади, как в кузове Coupé de ville.

## Двигатели и трансмиссия
Jaguar традиционно получал не только двигатели, но всё собранное шасси от фирмы Standard. К середине 1930-х для новых автомобилей потребовался более мощный и современный мотор вместо архаичных двигателей Standard с боковой камерой сгорания (SV). Для разработки такого мотора был приглашён известный конструктор мотоциклетных двигателей Гарри Уэслейк (Harry Weslake). Он установил на существующий мотор новую головку цилиндров с верхними клапанами, приводимыми в действие толкателями от расположенного в блоке распредвала (OHV). Получился очень удачный двигатель, который  развивал более 100 л.с. Первоначально новый мотор по-прежнему производился на мощностях Standard, но перед самой войной Jaguar выкупил всё производство.
Рядный шестицилиндровый двигатель имел блок цилиндров, изготовленный из износостойкого (хромистого) чугуна. Внутри блока располагался полноопорный коленчатый вал, рядом с ним — нижний распредвал, который с помощью толкателей и коромысел приводил в действие расположенные в головке клапаны. Мотор имел жидкостную систему охлаждения с термостатом. Погруженный масляный насос обеспечивал смазку двигателя под давлением и полную циркуляцию масла через фильтр. Питался двигатель от сдвоенного карбюратора SU с электроприводом воздушной заслонки, система зажигания со свечами и распределителем была производства Lucas.
Двигатель агрегатировался с четырёхступенчатой механической коробкой передач. От неё разрезной карданный вал, благодаря чему пол в салоне был абсолютно ровным, передавал вращение на задний мост.
На Mark V устанавливались двигатели рабочим объёмом 2,5 и 3,5 литра. Это была последняя модель Jaguar, которая использовала такие моторы.

## Ходовая часть
Самым главным в автомобиле была новая передняя независимая подвеска, впервые применявшаяся на моделях Jaguar. Разработка её под руководством главного конструктора компании Уильяма Хейнса (англ. William Heynes) началась ещё в 1938 году, так что подвеска прошла достаточно долгий период доводки и обкатки.
Каждое переднее колесо соединялось с рамой с помощью двух поперечных рычагов. В качестве упругих элементов использовались продольные торсионы, закреплённые на лонжеронах рамы. Они,  в отличие от рессор не имеют внутреннего трения, за счёт чего обеспечивался необычайно плавный ход автомобиля. А достаточная длина (более метра) торсионов делала их малонагруженными, то есть практически вечными. Дополняли подвеску гидравлические телескопические амортизаторы, прекрасно гасившие паразитные колебания.
Задний мост был установлен на длинные и мягкие полуэллиптические рессоры, характеристики которых были согласованы с особенностями передней подвески. Завершали картину специально подобранные широкие (6.7х16) шины Dunlop смонтированные на стальных колёсах.
В рулевом управлении использовался механизм типа винт — шариковая гайка без усилителя. Огромное рулевое колесо было характерной чертой автомобилей Jaguar того времени.
Ещё одним новшеством Mark V была тормозная система с гидроприводом, который обеспечивал быстрое и точное приведение тормозов в действие. Барабанные тормоза с двумя ведущими колодками были одинаковыми на всех колёсах.

## Производство
| Модель         | Двигатель | Даты            | Произведено |
| -------------- | --------- | --------------- | ----------- |
| Saloon         | 2½ litre  | 04.1949—05.1951 | 1616        |
| Saloon         | 3½ litre  | 01.1949—05.1951 | 7831        |
| Всего          |           |                 | 9447        |
| Drophead Coupé | 2½ litre  | 02.1950—11.1950 | 29          |
| Drophead Coupé | 3½ litre  | 09.1949—07.1951 | 972         |
| Всего          |           |                 | 1001        |

## Спорт
Ирландский гонщик Сесил Вард (Cecil Vard) на Jaguar Mark V занял третье место в ралли Монте-Карло 1951 года и пятое на ралли 1953 года, причём на одном и том же автомобиле!